# Savio (nome)
Savio  è un nome proprio di persona italiano maschile.

## Varianti
- Maschili
  - Alterati: Savino[1]
- Femminili: Savia[4][5]
  - Alterati: Savina[1]

### Varianti in altre lingue
- Spagnolo: Sabio[3]

## Origine e diffusione
Riprende l'aggettivo italiano "savio" che, tratto dal latino sapius, significa "saggio", "sapiente", "prudente", "colui che sa".
Si tratta di un nome augurale medievale, nato originariamente come soprannome, la cui diffusione odierna è molto scarsa. È sostenuto dal culto di alcuni santi locali così chiamati, e attestato soprattutto in Italia centro-settentrionale.

## Persone
- Savio Hon Tai-Fai, arcivescovo cattolico cinese
- Savio Mellini, cardinale italiano
- Savio Riccardi, compositore italiano
- Savio Vega, wrestler portoricano